# 발리 (테니스)

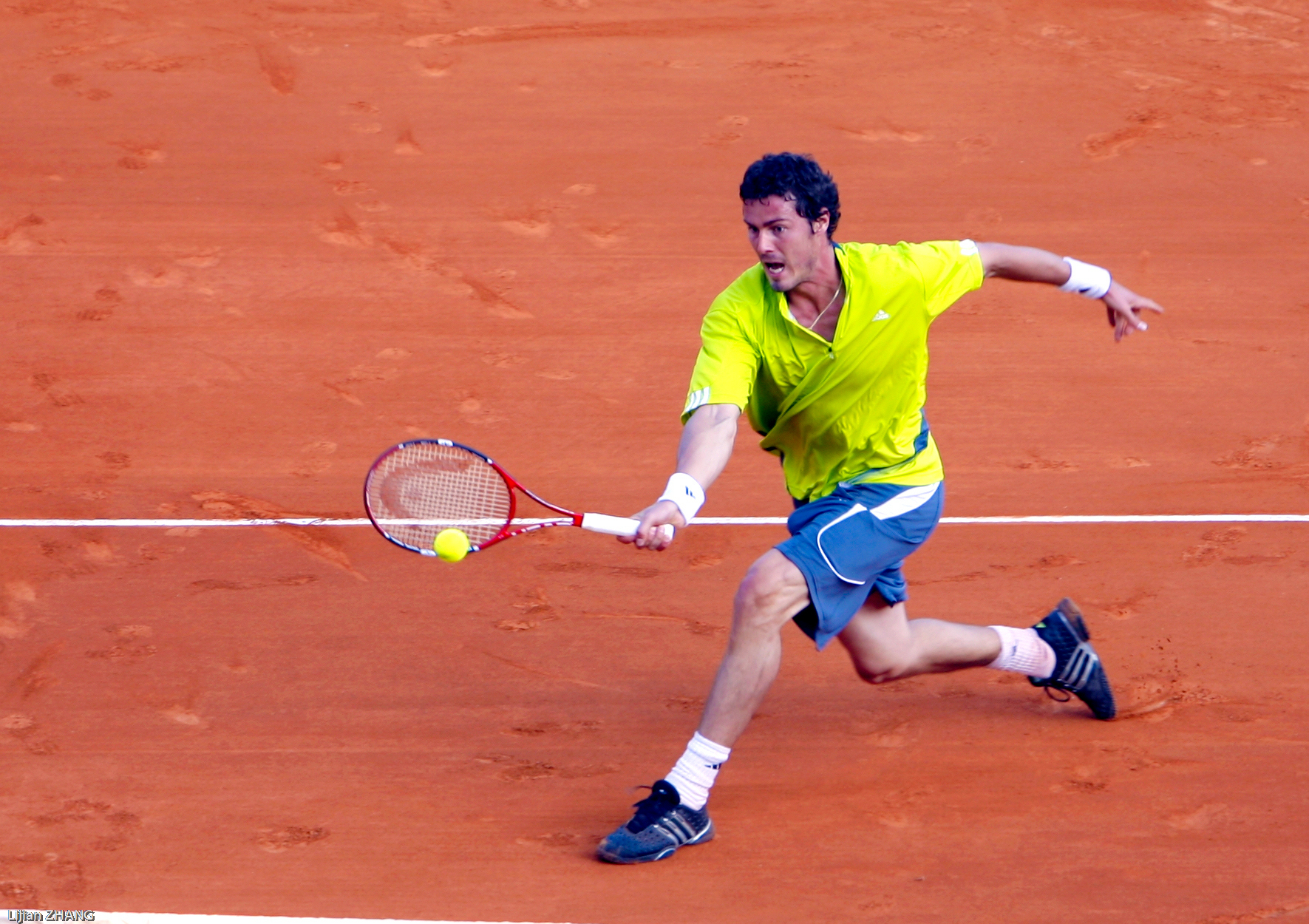
포핸드 발리를 구사하고 있는 마라트 사핀.

발리(volley)는 테니스에서 공이 땅에 바운드 되기 전에 쳐서 넘기는 기술이다. 이 기술은 주로 선수가 네트에 근접해 있는 상황에서 사용하게 되며, 상황에 따라 코트의 중간이나 또는 베이스라인 근처에서 사용할 수도 있다.
발리를 구사하는 주된 목적은 네트로 전진하여 코트 중간에서 공을 받아넘김으로써 상대방이 이를 따라 잡을 시간적 여유를 갖기 어렵게 만드는 것이다. 또한 공이 땅에 떨어지기 전에 처리하므로 발리는 잔디 코트 등에서 발생할 수 있는 불규칙 바운드의 영향을 받지 않는다는 이점이 있으며, 네트에서 가까운 위치에서 공을 치게 되므로 더 넓은 각도로 공격이 가능해진다. 반면, 앞으로 전진해 있기 때문에 그만큼 상대방의 공이 더 빠르게 오므로 발리를 잘 구사하기 위해서는 민첩함과 빠른 반사신경이 요구된다. 또 상대방이 패싱샷이나 로브를 시도하는 것에 대해서도 대비를 해야한다.
일반적으로 서브 앤 발리 스타일의 플레이를 구사하는 선수는 서브를 넣은 직후 서비스 라인 부근에서 첫 발리를 하게 된다. 그리고 계속해서 발리로 공을 받아 넘기면서 점차 네트 앞으로 전진하여 상대에게 압박을 가한다. 발리를 하는 쪽이 네트로 점점 전진해 올수록 베이스라인에서 플레이하는 선수가 커버해야 하는 각이 커지기 때문에, 베이스라인에 서 있는 선수는 대개 패싱샷을 시도하게 된다. 발리를 하는 선수는 상대가 정확한 패싱샷을 치기 어렵게 만들기 위하여 보통 상대방의 백핸드 쪽으로 깊게 어프로치샷을 치면서 전진한다. 특히, 어프로치샷을 구사할 때에는 백핸드 슬라이스가 많이 사용되는데, 이는 슬라이스는 구속이 느리므로 네트에 최대한 가깝게 접근할 수 있는 시간을 벌기에 적합할뿐만 아니라 바운드가 낮게 깔리는 특성이 있어 상대방이 패싱샷을 구사하기 어려워지기 때문이다.
베이스라인이나 서비스 라인 부근은 네트와의 거리가 멀고 상대방이 친 공이 자신의 발 밑쪽으로 오게 되므로 발리를 하기 어려우며, 이 때문에 베이스라인과 서비스 라인 사이의 영역을 데드존(dead zone)이라고 부르기도 한다.
발리라는 용어는 다른 스포츠에서도 사용되는데, 일반적으로 구기에서 공이 땅에 떨어지기 전에 처리하는 것을 의미한다.

## 발리의 동작

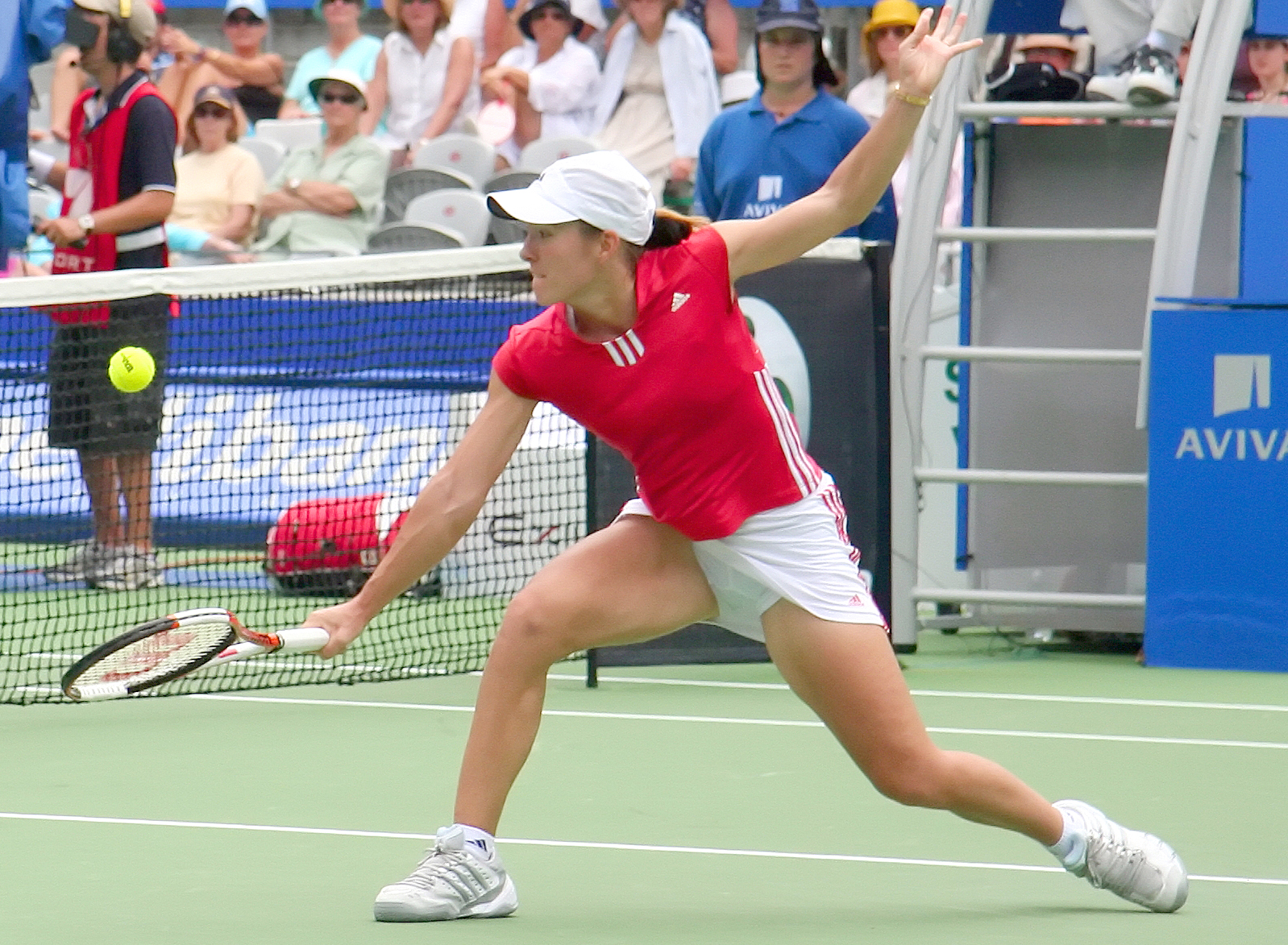
백핸드 발리를 구사하는 쥐스틴 에냉.

발리 동작은 일반적으로 짧은 백스윙에 이은 펀치 스윙으로 이루어진다. 네트에 근접하여 있는만큼 백스윙을 크게 할 시간적 여유가 없으므로 백스윙이 매우 간결하지만, 상황에 따라 공이 느리게 올 경우에는 좀 더 큰 백스윙과 스윙 동작으로 강한 힘을 실어 치기도 하며, 이를 스윙 발리(swing volley)라 부르기도 한다.
공이 낮게 올수록 발리를 구사하기가 어려우며, 이 때문에 상황에 따라 일단 바운드가 되기를 기다렸다가 바운드 직후에 올라오는 공을 받아치기도 하는데 이를 하프 발리라 부른다. 하프 발리는 테니스에서 가장 어려운 기술 중 하나이며, 존 매켄로가 이 기술을 매우 훌륭하게 구사했던 것으로 알려진 선수이다.
또 다른 종류의 발리로 드라이브 발리(drive volley)가 있다. 이것은 그라운드 스트로크와 동작이 거의 동일하지만 공을 바운드 시키지 않고 친다는 점에서 발리의 특성을 가진다. 흔히 네트 대시 도중 네트에서 약간 떨어진 위치에서 약하게 떠서 넘어온 상대방의 공을 공격적으로 처리할 때 사용된다.

## 발리가 뛰어난 선수들
1979년 잭 크레이머는 그의 자서전에서 그가 보았던 선수들 중 가장 뛰어난 기술을 가졌던 선수들에 대한 소회를 다음과 같이 남겼다: "포핸드 발리 - 1935년 US 오픈에서 우승한 텍사스의 윌머 앨리슨은 내가 어릴 때 봤던 선수들 중 가장 뛰어난 포핸드 발리를 구사했으며 이후로도 그보다 더 나은 선수는 보지 못했다. 버지 패티가 그와 거의 비슷한 수준이라 할만큼 훌륭했으며, 그 다음으로 존 뉴컴을 꼽을 것이다. 백핸드 발리 - 돈 버지, 프랭크 세지먼, 켄 로즈월이 거의 거의 비슷하지만 민첩성 면에서 세지먼이 약간 더 앞선다. 테드 슈뢰더와 토니 트래버트도 매우 뛰어났다."
1968년 시작된 오픈 시대 이후의 남자 선수들 중에서 발리가 뛰어났던 선수로는 존 메켄로가 가장 많이 꼽힌다. 스테판 에드베리와 피트 샘프라스 또한 정교한 발리로 유명하며, 패트릭 라프터는 뛰어난 발리를 가졌던 것으로 보편적으로 인정받는 선수로는 가장 최근의 선수에 속한다.
오픈 시대 이후 여자 선수들 중에서는 마르티나 나브라틸로바가 가장 뛰어난 발리를 가진 선수로 널리 일컬어진다. 야나 노보트나 또한 훌륭한 발리로 유명했다.
다음은 발리가 뛰어난 것으로 잘 알려진 선수들이다.
- 빈센트 리차즈
- 잭 크레이머
- 프랭크 세지먼
- 루 호드
- 로드 레이버
- 켄 로즈월
- 토니 로체
- 존 메켄로
- 스테판 에드베리
- 요나스 비에르크만
- 패트릭 라프터
- 보리스 베커
- 피트 샘프라스
- 막스 미르니
- 마르티나 나브라틸로바
- 야나 노보트나
- 마리아 부에노
- 팀 헨만
- 마르티나 힝기스
- 아멜리 모레스모
- 비너스 윌리엄스
- 쥐스틴 에넹
- 조 윌프리드 송가
- 라덱 스테파넥
- 로저 페더러